# Sibylle (Corot)
Sibylle ist der Titel eines Gemäldes von Camille Corot aus der Zeit um 1870. Es ist im Stil der Hochrenaissance gehalten und stellt den Versuch Corots dar, sich der Malerei Raffaels anzunähern. Die Haltung der dargestellten Frau weist Ähnlichkeiten mit Raffaels Porträt des Bindo Altoviti auf. Corots Bild der Sibylle war, wie Röntgenaufnahmen zeigen, zunächst anders konzipiert und wurde übermalt, blieb aber unvollendet. Zu Corots Lebzeiten wurde es nicht öffentlich gezeigt. Seit 1929 gehört es zur Sammlung des Metropolitan Museums of Art, New York.

## Beschreibung
Das Bild zeigt Corots Modell, eine Italienerin namens Agostina, genannt L’italienne de Montparnasse, die für Pariser Künstler oft als Modell arbeitete und literarisch gewürdigt wurde. Der Schriftsteller Arsène Alexandre (1859–1937) beschrieb sie als „gedankenvolle italienische Schönheit, die alle Dichtung lebendig werden lässt.“ Die Haltung der Frau lehnt sich der Darstellung des italienischen Bankers Bindo Altoviti von Raffael (etwa 1515) an (heute in der National Gallery of Art, Washington), die eine ähnliche Pose zeigt. Corot legte großen Wert auf die Zeichnung, was sich in der geschwungenen, fast schwanenhalsartigen Linie des gerundeten Rückens, des Halses und der Haartracht zeigt. Corots Streben nach seinem Vorbild Raffael und dem Stil der Hochrenaissance gelang aber nur schrittweise, denn das Bild hatte zunächst eine andere Konzeption. Eine Untersuchung des Gemäldes mit der Röntgentechnik zeigte, dass sich auf der Leinwand ursprünglich das Bildnis einer nackten Frau zu dem Motiv Diane sortant du bain (Diana entsteigt dem Bade) von 1742 (im Pariser Louvre) nach François Boucher befand. Nach der Übermalung hielt die dargestellte Person ein Cello in den Händen. In der linken Hand befand sich der Hals des Instrumentes und mit der leicht erhobenen rechten Hand führte sie den Bogen. Corot korrigierte mehrmals die Umrisse des Instruments und die Position des Bogens, ehe er diese dann erneut komplett übermalte. In die linke Hand fügte er nun eine Blume (Rose oder Nelke) ein, während die rechte Hand in ihrem Schoß ruht und unvollendet blieb, ebenso wie der nur angedeutete Bildhintergrund. Corot hat das Bild auch nicht signiert.

## Deutung und Hintergrund
Es wird vermutet, dass Corot ursprünglich eine Darstellung der Polyhymnia im Sinn gehabt haben könnte, der Muse der Musik. Der Efeu, der sich in ihrem Haar befindet, wird als eine Anspielung auf die Unsterblichkeit der Künste angesehen. Anschließend widmete sich der Künstler der zeichnerischen Ausarbeitung und Verfeinerung der anmutigen Konturen des Körpers. Corot war eher als Landschaftsmaler bekannt, widmete sich aber im Alter der Porträtmalerei. In diesen Bildern sind immer wieder Musikinstrumente dargestellt. Sein Spätwerk zeigt, dass der Künstler die Schönheit der Linie erkannte, und dass dafür nicht eine pedantisch ausgeführte Bildoberfläche nötig sei.

Werke mit ähnlicher Pose
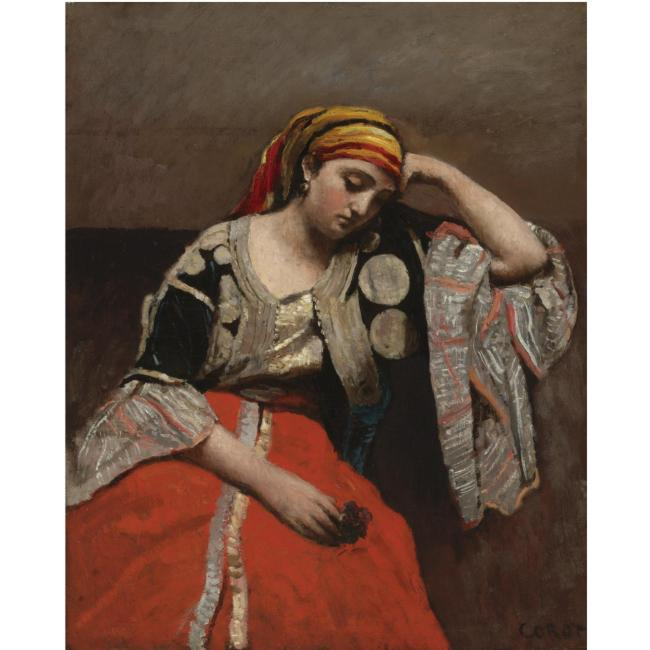
Jüdin von Algier
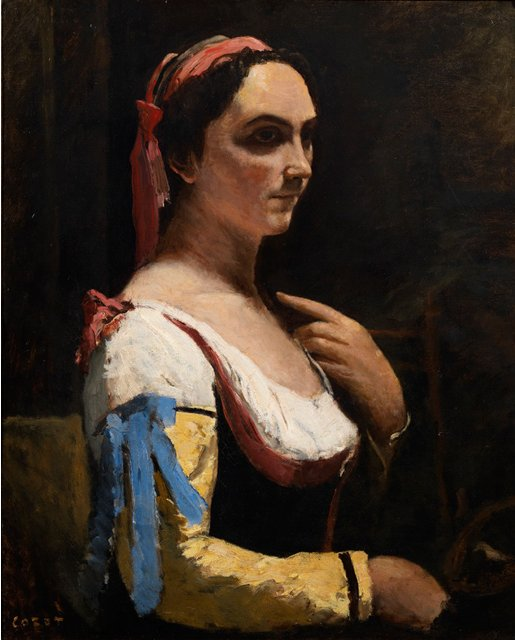
Die Italienerin oder Frau mit gelbem Ärmel
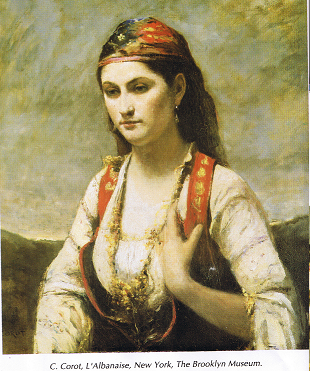
Albanerin
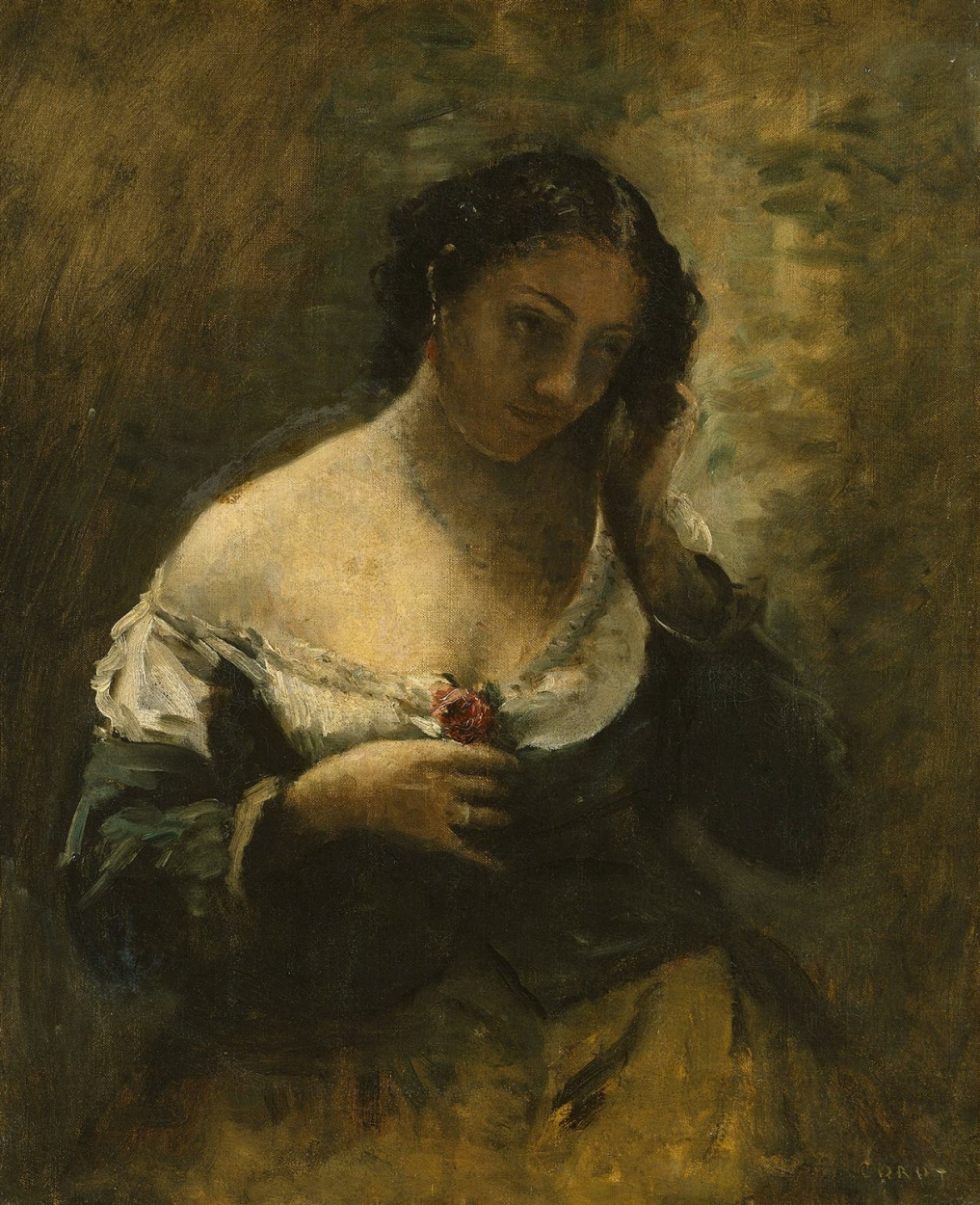
Das Mädchen mit der Rose
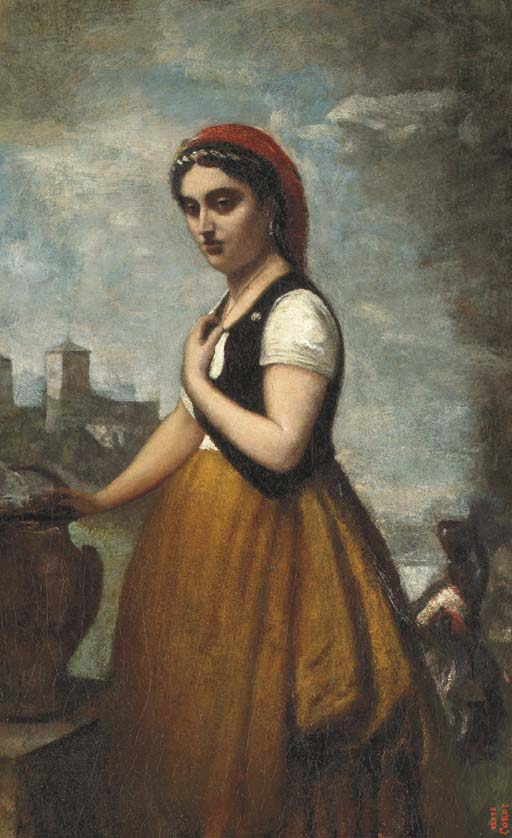
Die Italienerin am Brunnen
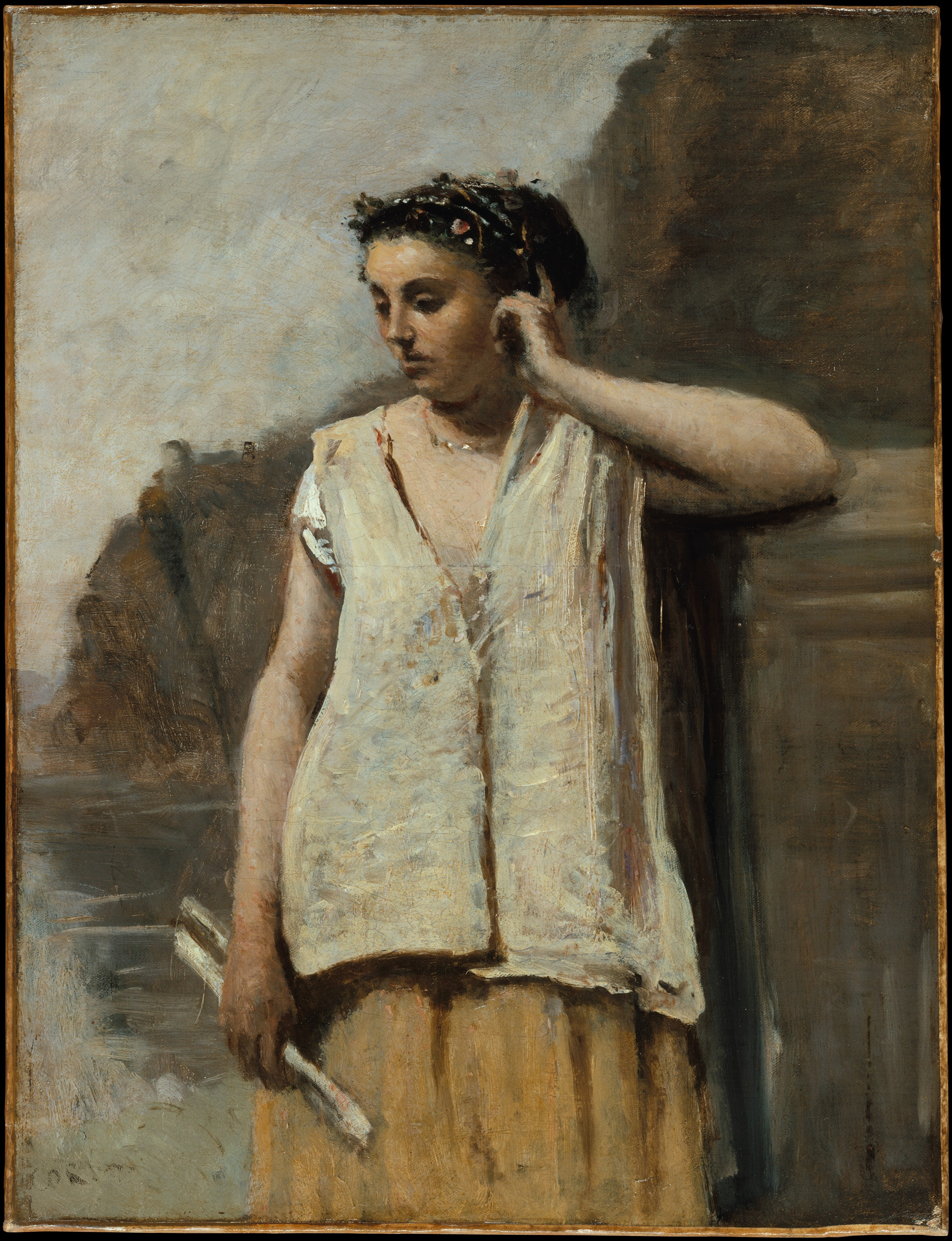
Die Muse
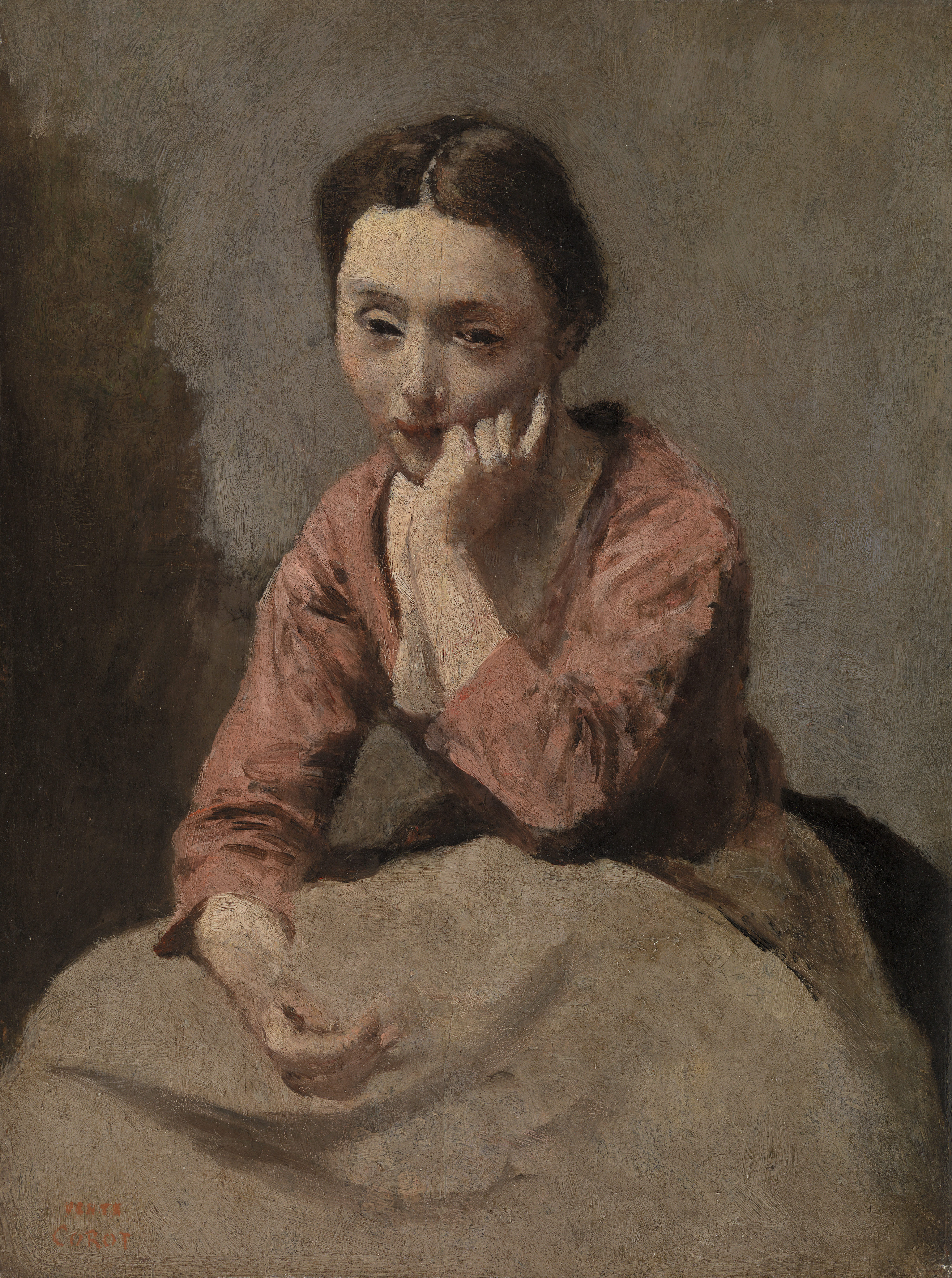
Nachdenkliche junge Frau

Corot war zwar zunächst ein Landschaftsmaler, doch in späteren Jahren, nach der Zeit in Barbizon malte er auch Personen, die nicht Bestandteil der Landschaft waren; so gibt es 50 Porträts von ihm. Der Kunsthistoriker Rudolf Walter Zeitler zieht einen Vergleich zu den Landschaften. In seinen Porträts sieht er die gleichen Stimmungen, die auch schon in seinen Landschaften vorherrschen. Er schreibt: „Sie [die Personen] handeln weder körperlich noch geistig, sie stehen oder sitzen still […].“ Sie vermitteln also, wie die Landschaften, ein „instinktives Gespür für die Atmosphäre.“ Corots Farbgebung ist somit nie oberflächlich, sondern entspricht dem Charakter der gesamten farblichen Atmosphäre mit den Eigenschaften warm, kalt oder feucht und trocken. Die Kunsthistorikerin Dorit Schäfer sieht in Corots Porträts nicht den Willen zur Repräsentation mit edlen Kleidern und Accessoires, sondern „das Festhalten der natürlichen Erscheinung eines nahestehenden Menschen“. Dargestellt sind diese Menschen vor einem meist einfarbigen Hintergrund, in dunkler Kleidung und einer Ton-in-Ton-Malerei, die aber helle Töne zur Beleuchtung des Gesichts einsetzt, und damit auf Corots Vorbilder wie Raffael verweist.

## Provenienz
Das Bild kam zunächst in den Besitz von Alfred Robaut (1830–1909), der als Biograf des Künstlers auch dessen Werkverzeichnis verfasste. Dieser gab dem Werk den Titel „Sibylle“. Robaut verkaufte es am 21. Februar 1899 an die Galerie von Paul Durand-Ruel in Paris, bei der es unter dem Titel französisch L’Italienne ‚Die Italienerin‘ geführt wurde. Im Dezember 1899 oder Januar 1900 kam es in die New Yorker Dépendance von Durand-Ruel, wo es am 7. Februar 1903 von Henry Osborne Havemeyer (1847–1907) und dessen Frau erworben wurde. Nach dem Tod von Louisine W. Havemeyer, 1929, wurde es Bestandteil der Sammlung im Metropolitan Museum of Art.

## Datierung und Bezeichnung
- Robaut datierte das Gemälde in seinem Werk L’Oeuvre de Corot 1905, Band 3, S. 292, auf 1870 und bezeichnete es als Sibylle.[9]
- Étienne Moreau-Nélaton wich 1924 davon ab, datierte es auf 1855 bis 1860 und nannte es Italienne de Montparnasse[10]
- Julius Meier-Graefe bezeichnete es als Italienerin und datierte ebenfalls um 1870,[11] nach seiner Meinung verwendete Corot das gleiche Modell, wie das für die Italienerin (Frau mit gelbem Ärmel) in der Sammlung Schmitz, Dresden (Robaut Nr. 1583; später in der Sammlung Niarchos, Paris).[12]
- Sylvie Béguin vermutete, dass Sibylle „der Name war, den Corot dem Modell gegeben hat“, und meinte „dass nichts auf dem Bild den Titel La Sibylle (Die Sibylle) rechtfertigen könnte“. Sie datiert es um 1870, verwirft die Datierung des Bildes (um 1855–1860) von Moreau-Nelaton, da das Gemälde eine große Verwandtschaft mit einer Serie lebensgroßer Halbfiguren aus den Jahren 1865 bis 1872 aufweise.[13]

## Ausstellungen (Auswahl)
- Juni bis September 1962: Figures De Corot im Louvre in Paris.
- Wanderausstellung Corot 1796–1875: 28. Februar bis 27. Mai 1996 Galeries nationales du Grand Palais in Paris; 21. Juni bis 22. September 1996 Musée des beaux-arts du Canada in Ottawa; 22. Oktober 1996 bis 19. Januar 1997 The Metropolitan Museum of Art in New York.
- 2007: Französische Meisterwerke des 19. Jahrhunderts aus dem Metropolitan Museum of Art in der Neuen Nationalgalerie in Berlin. Im Ausstellungskatalog auf S. 68.